# Ptkanów

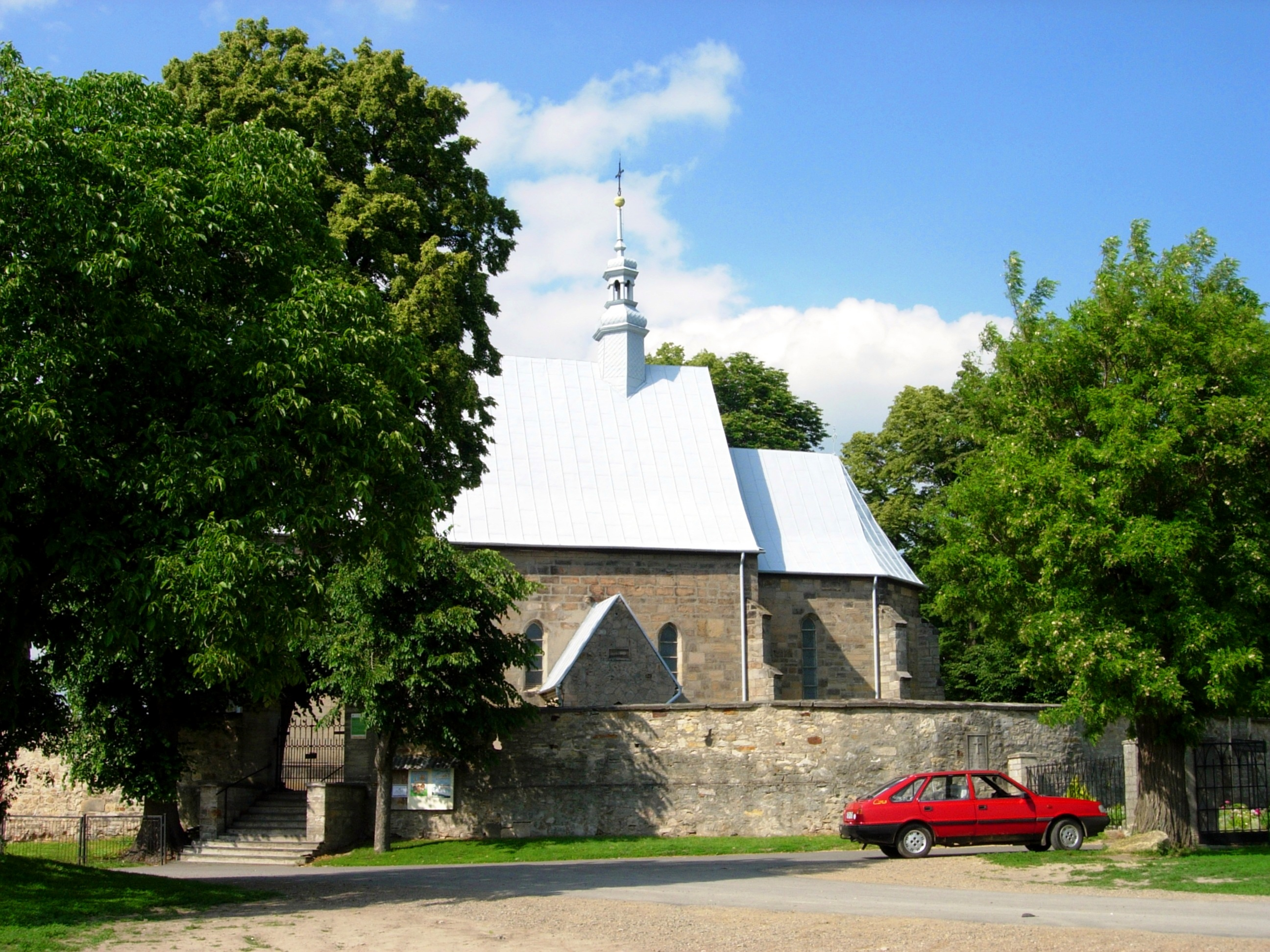
Kościół św. Idziego

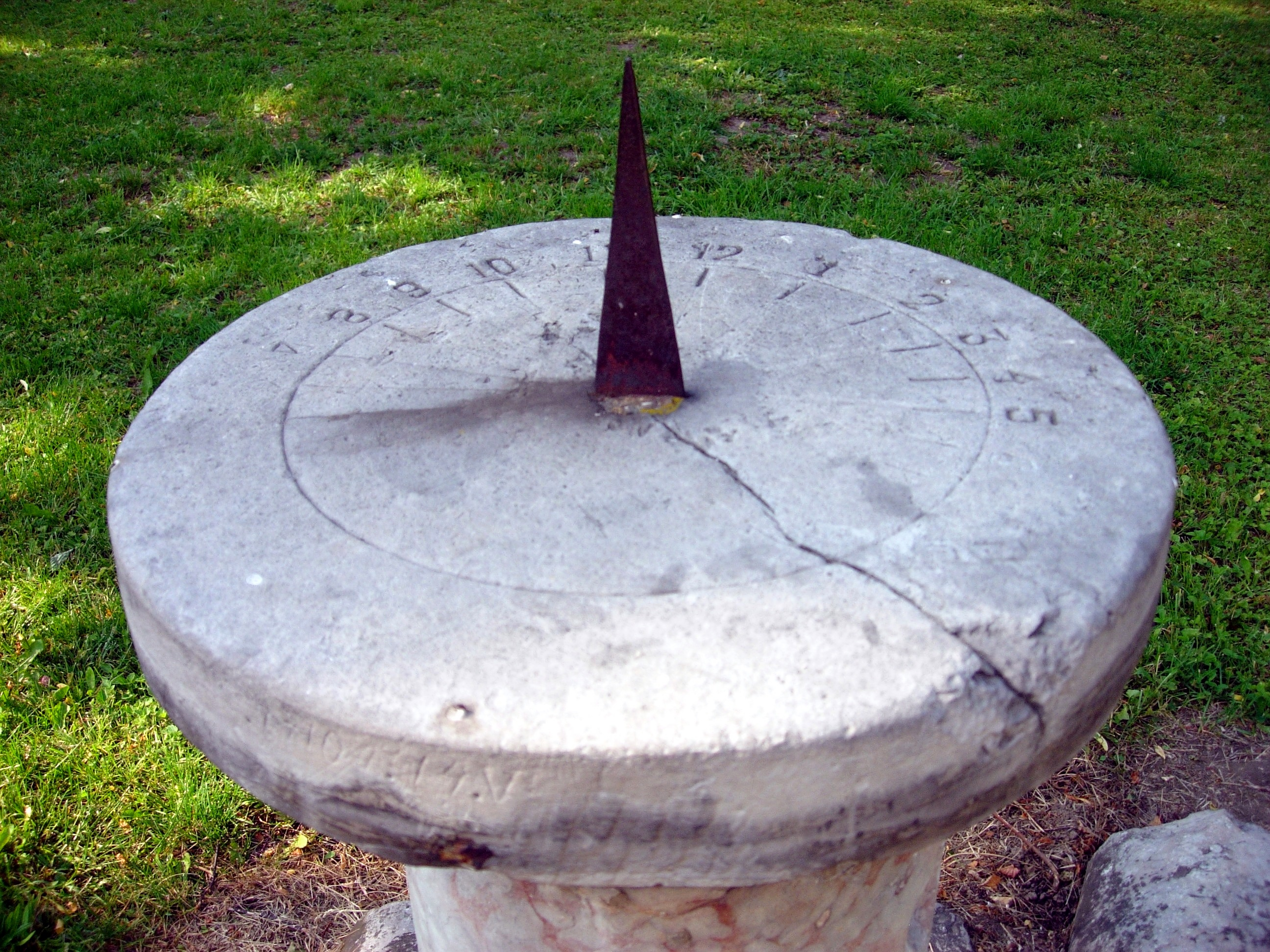
Zegar słoneczny przed kościołem

Ptkanów – część wsi Podole w Polsce, położona w województwie świętokrzyskim, w powiecie opatowskim, w gminie Opatów, w sołectwie Podole.
Prywatna wieś duchowna Pkanów położona była w drugiej połowie XVI wieku w powiecie sandomierskim województwa sandomierskiego. 

## Położenie
Ptkanów położony jest na rozległym płaskim wzniesieniu na Wyżynie Opatowskiej, przylegającym od wschodu do położonej w dolinie wsi Podole. Znajduje się około 5 km na północny wschód od centrum Opatowa.

## Historia

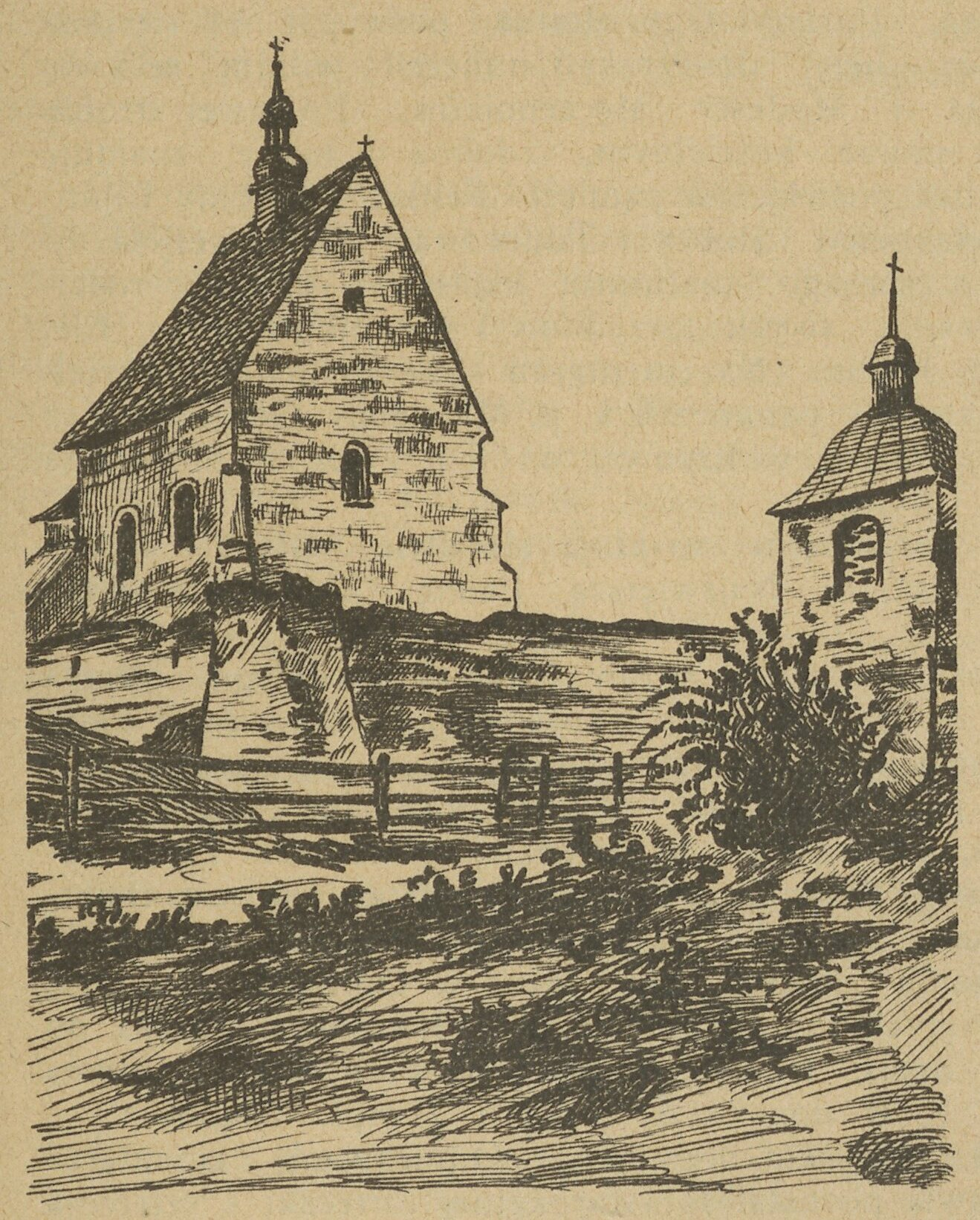
Kościół przed 1907

Pierwotnie wieś, w źródłach z XV i XVI w. wymieniana pod nazwą Pkanów. W późniejszym okresie części Ptkanowa weszły w skład sąsiednich wsi Podole i Rosochy, a sama nazwa Ptkanów ograniczyła się do położonej na wzgórzu przykościelnej osady.
Pierwsza wzmianka o miejscowości (pod nazwą Bechanow) pochodzi z aktu uposażenia kolegiaty sandomierskiej z 1191 r. Fundacja kościoła w Ptkanowie miała miejsce w XII w. i przypisywana jest Duninowi herbu Łabędź, który miał również ufundować kościoły w Żarnowie i Skrzynnie. Według innej tradycji kościół mógł zostać założony przez zakon templariuszy.
Kościół św. Idziego pełnił m.in. funkcję warowni, czego pozostałością są otaczające dawny cmentarz mury ze strzelnicami.
Pierwszym znanym z imienia proboszczem ptkanowskim był Daniel z Ptkanowa, zapisany jako świadek w akcie z 1408 r. W XV w. parafia znajdowała się pod opieką dziedziców sąsiednich wsi Podole i Rosochy. Wieś Ptkanów stopniowo zanikła na rzecz tych miejscowości. Pod koniec XVIII w. wieś Ptkanów i  połowa wsi Lipowa jako dobra ziemskie należały do proboszcza ptkanowskiego.  W XIX w. pozostała po niej tylko przykościelna osada. W 1827 r. miała ona 3 domy i 21 mieszkańców.
Obecnie parafia należy do dekanatu Opatów w diecezji sandomierskiej.
Na przełomie 2020 i 2021 roku na terenie Ptkanowa odnaleziono niezwykle rzadki denar Władysława Łokietka.

## Zabytki
- Gotycki kościół pw. Świętego Idziego Opata z przełomu XIV i XV w. wzniesiony w miejsce dawnego kościoła z XII wieku. Według Długosza kościół wystawił tu Władysław I Herman[8]. Po pożarze z 1880 r., kościół został odbudowany i rozbudowany w latach 1906–1910 według projektu Józefa Dziekońskiego. Budowla orientowana ze szkarpami na zewnątrz. Świątynię przykrywa dwuspadowy dach. Na szczycie frontowej elewacji, od strony zachodniej, umieszczona jest kamienna tarcza z herbem Grzymała. Świątynia otoczona jest pochodzącym z XVI w. obronnym murem z basztami i strzelnicami. Z tego samego okresu pochodzi kościelna dzwonnica, która pełniła funkcję baszty bramnej. Na jej ścianach zachowały się fragmenty fryzu ozdobionego motywami roślinno-zwierzęcymi. Prezbiterium kościoła jest zamknięte wielobocznie i przykryte sklepieniem krzyżowo-żebrowym. W zakrystii znajduje się sklepienie kolebkowe. W czasie odbudowy do kościoła dobudowano neogotycką kruchtę. Wyposażanie kościoła pochodzi z początku XX w. (poprzednie uległo zniszczeniu w czasie pożaru). Na ołtarzu głównym umieszczony jest obraz św. Idziego namalowany przez Kazimierza Alchimowicza. Przed kościołem od strony południowej znajduje się zegar słoneczny.

Kościół oraz obwarowania cmentarza kościelnego z basztą bramną i bastionikami zostały wpisany do rejestru zabytków nieruchomych (nr rej.: A.540/1-4 z 11.03.1957, z 21.06.1967 i z 16.06.1977).
- Budynek plebanii z 1789 r. w stylu dworu polskiego
- Cmentarz parafialny założony w 1800 r. poza obrębem murów obronnych kościoła. Znajduje się na nim kilkanaście zachowanych nagrobków z XIX w. i początku XX w. (nr rej.: A.539 z 17.06.1988)[9].
- Figura przedstawiająca Chrystusa Frasobliwego, ufundowana przez parafian ptkanowskich w 1903 r., położona około 200 m na południe od kościoła.